# Ornithuroscincus albodorsalis
Ornithuroscincus albodorsalis — вид сцинкоподібних ящірок родини сцинкових (Scincidae). Ендемік Папуа Нової Гвінеї.

## Поширення і екологія
Ornithuroscincus albodorsalis відомі з типової місцевості, розташованої в районі Вейкору в провінції Східний Сепік, на висоті 700 м над рівнем моря. Вони живуть у вологих рівнинних тропічних лісах.